# John Craton
Pour les articles homonymes, voir Craton (homonymie).
John Douglas Craton (né le 6 août 1953 à Anniston dans l'Alabama) est un compositeur américain de musique classique.

## Biographie
Craton est né le 6 août 1953, à Anniston, en Alabama. Bien qu'aucun de ses parents ne soit musicien, sa famille élargie inclut de nombreux musiciens, amateurs ou professionnels, et parmi eux sa cousine, pianiste concertiste et compositrice Barbara Gallagher. Il a commencé sa formation musicale à l'âge de 10 ans en étudiant le violon avec le violoniste et chef d'orchestre à la retraite, Robert Louis Barron. Après avoir obtenu son diplôme de l'école secondaire Saks, il étudie le violon et le piano à la Jacksonville State University avant d'aller à  la Lipscomb University (en), où il a obtenu son baccalauréat ès arts. Craton a étudié la théorie et la composition avec John Maltese, Gerald Moore et Henry Fusner. Son diplôme d'études supérieures de l'Université d'Indiana était un diplôme d'audiologiste, métier que Craton a pratiqué pendant plusieurs années dans l'Indiana avant de retourner à sa vocation musicale et de consacrer tout son temps à enseigner et à composer.
La musique de Craton est très tonale et en général reflète un style de pastoralisme anglais, incorporant souvent des éléments de type onomatopées, en étant parfois décrite comme «musique de la nature». Cette musique a été diversement qualifiée : «atmosphère», «dramatique et difficile», «largement traditionnelle ... ludique», et parfois même «évoquant une saveur médiévale / Renaissance ». Elle a été jouée par des artistes et des ensembles comme Sebastiaan de Grebber, Gertrud Weyhofen, Eva van den Dool, Christiaan Saris, Ljubomir Velickovic, Het CONSORT', l'Orkest van het Oosten,  Townsend Opera Players, et l'Amsterdam Symphony Orchestra.
Alors que dans ses premières années, Craton s'est souvent produit au violon, piano, flûte à bec, et d'autres instruments, il a abandonné les concerts publics après une blessure à la main et depuis, il se consacre entièrement à l'enseignement et à composition. Il exploite actuellement un studio de musique privée à Bedford, dans l'Indiana.

## Œuvres

### Opéras
- The Curious Affair of the Count of Monte Blotto
- The Fashionable Lady
- Gilgamesh
- Inanna: An Opera of Ancient Sumer
- The Parliament of Fowls
- The Reconciliation
- Vasya Whitefeet

### Ballet
- La Boîte à musique
- Le Grenier
- The Huluppu Tree  (tiré de Inanna)
- Pierrot & Pierrette (ou Le mime solitaire)
- The Tattered Slippers
- Through the Looking-Glass
- Voyageur de temps : un ballet électronique

### Musique orchestrale
- Ann Putnam Overture
- Apologetic Waltz pour orchestre à cordes
- Assyrian Fantasy pour violon, cordes & percussion
- Beowulf: The Orchestral Suite
- Bloemen van Spanje (Fleurs d'Espagne) pour deux guitares & cordes
- Cantique des montées
- Coronach for the Martyrs of Our Lady of Salvation
- Danseries anciennes pour orchestre de mandolines
- Gilgamesh Overture
- Inanna Orchestral Suite
- The Legend of Princess Noccalula pour mandoline & orchestre
- Mongolian Folk Songs pour alto & orchestre de chambre
- Pagan Festivals pour orchestre à cordes
- Three Paintings by Nikolai Blokhin pour violon & cordes
- Triptych pour orchestre à cordes

### Concertos
- Concerto pour 2 mandolines & orchestre (“Rromane Bjavela”)
- Concerto pour flûte
- Concerto pour mandoline nº 1 en ré mineur
- Concerto pour mandoline nº 2 en do majeur
- Concerto pour mandoline nº 3 en mi mineur
- Concerto pour mandoline nº 4 en sol majeur
- Concerto pour tuba en sol Mineur

### Musique de chambre
- Antebellum Suite pour violon & piano
- Autumn Leaf pour flûte & harpe
- Beowulf: une Suite pour Instruments anciens
- Berceuse pour violon & piano
- Charon Crossing the Styx pour mandoline & contrebasse
- Dance of the Fey pour violon & piano
- Dioses aztecas pour mandoline & piano
- Divertissements médiévaux pour violon & piano
- Duettino nº 1 en la pour deux violons
- Duettino nº 2 en ré pour deux violons
- Duettino nº 3 en si bémol pour deux violons
- Elementals pour flûte & piano
- Five Apothegms pour violon, cor & trombone
- Five Observations pour cinq ou six instruments & voix
- Four Cornish Sketches pour violon & piano
- Four Whimsies pour mandola & mandocello
- Gorillas pour deux violons
- The Gray Wolf pour mandoline solo
- In Memoriam: George Kirles pour violoncelle & piano
- L’Ombre de la tour d’horloge pour violoncelle & piano
- Perpetuum Mobile pour mandoline solo
- Petite Suite pour violon & piano
- Quatuor pour les jeunes pour quatuor à cordes
- Romanza pour clarinette & piano
- Scherzo pour violon & piano
- Seven Variations on “What If a Day, or a Month, or a Yeare” pour luth ou guitare
- Six Pantomimes pour deux mandolines
- Sonata Colloquia pour marimba & piano
- Sonata pour violon solo
- Sonate pour violon, clarinette & piano (“Trois petites filles”)
- Sonatina pour saxophone & piano
- Sonatina in F pour flûte à bec & clavecin
- Sonatina nº 1 pour violon & piano
- Sonatina nº 2 en la majeur pour violon & piano
- Sonatina nº 3 en sol majeur pour violon & mandoline
- Sonatina nº 4 (“Sonatina semplice”) pour violon & piano
- Quatuor à cordes
- Tango pour quatre guitares & chitarrone
- Three Tableaux from George MacDonald pour flûte à bec, mandoline & violoncelle
- Triosatz for trois violons
- Trois sœurs assyriennes pour flûte & piano
- Twelve Variations on “La Follia” pour violon & piano
- Variations from Der Fluyten Lust-hof of Jakob Van Eyck pour mandoline solo
- Variations on a Traditional Theme pour violon solo

### Piano
- L'anneau des fees (pour celesta ou piano)
- Bag o’ Tails: A menagerie of (almost) 10 bagatelles for piano and unbreakable Native American medicine rattle
- A Childhood Scrapbook
- I Am Goya
- Nymphes (2 pianos, 4 mains)
- Piano Sonata in Free Form (Hilton Head, S.C.)
- Piano Sonata nº 2 en si majeur
- The Rennab Delgnaps Rats
- Six Little Pastorals

### Musique vocale
- An Aestuary (A Calm Evening) pour voix & piano
- A Child's Prayer at Evening pour voix & piano
- Jardin sentimental : Cinq poèmes d’Émile Nelligan pour voix & piano
- The Love Song of J. Alfred Prufrock pour ténor & cordes
- Six Japanese Songs pour soprano & piano
- Songs for Children, Books 1, 2 & 3 pour voix & piano

### Arrangements/Orchestrations
- Biber — Sonata Representativa (orchestre à cordes)
- Craton — The Armadillo Races at Victoria, Texas (ensemble de vents)
- Craton — Coronach for the Martyrs of Our Lady of Salvation (ensemble de vents)
- Craton — Lullaby (from “Four Whimsies”) (orchestre à cordes)
- William Daniel — Festival (soprano, mezzo-soprano & orchestre)
- William Daniel — Maiden of Dreams (soprano & orchestra)
- William Daniel — Memories of Fatherland (soprano & orchestre)
- William Daniel — Nineveh (soprano & orchestre)
- William Daniel — Spinning Wheel Song (soprano, mezzo-soprano & orchestre)
- William Daniel — Tears of the Beloved (mezzo-soprano & orchestre)
- Geraldine Dobyns — Three Rags (orchestre de mandolines)
- Gianneo — Cinco Piezas (mandoline solo & orchestre à cordes)
- Nebu Issabey — Qooyama (chœur & orchestre)
- Nebu Issabey — Roomrama (soprano & orchestre)
- Nebu Issabey] — Ya Umta (chœur & orchestre)
- Khofri — The Nation Sacrifices (chœur & orchestre)
- Khofri — The Vacant Nineveh (chœur & orchestre)
- Kioulaphides — Four Souvenirs (orchestre à cordes)
- Salieri — 26 Variazioni sulla Folia di Spagna (violon & piano)